# Comănești (okręg Suczawa)
Comănești – wieś w Rumunii, w okręgu Suczawa, w gminie Comănești. W 2011 roku liczyła 1068 mieszkańców.